# میکو کاجی
میکو کاجی (انگلیسی: Meiko Kaji؛ زاده ۲۴ مارس ۱۹۴۷) یک هنرپیشه اهل ژاپن است.